# وضعیت قانونی اتحاد همجنس
ازدواج همجنس‌گرایان در کشورهای زیر قانونی است: آندورا، آرژانتین، استرالیا، اتریش، بلژیک، برزیل، کانادا، شیلی، کلمبیا، کاستاریکا، کوبا، دانمارک، اکوادور، فنلاند، فرانسه، آلمان، ایسلند، ایرلند، لوکزامبورگ، مالت، مکزیک، هلند، نیوزیلند، نروژ، پرتغال، اسلوونی، آفریقای جنوبی، اسپانیا، سوئد، سوئیس، تایوان، بریتانیا، ایالات متحده، و اروگوئه.
ازدواج همجنس گرایان در اسرائیل و نامیبیا به رسمیت شناخته شده‌است، اما انجام نمی‌شود. علاوه بر این، ازدواج‌های همجنس گرا در هلند در آروبا، کوراسائو و سینت مارتن به رسمیت شناخته شده‌است. اینکه آیا زوج‌های همجنس باید اجازه ازدواج داشته باشند موضوع بحث در سراسر جهان بوده و هست. ۳۲ کشور و چهار حوزه قضایی در سراسر جهان اصلاحات قانون اساسی را تصویب کرده‌اند که به صراحت به رسمیت شناختن قانونی ازدواج همجنس گرایان و گاهی دیگر اشکال اتحادیه‌های قانونی را نیز ممنوع می‌کند. شانزده کشور و ۳۴ حوزه قضایی در سراسر جهان، اتحادیه‌های مدنی یا زندگی مشترک ثبت نشده را برای زوج‌های همجنس به عنوان جایگزینی برای ازدواج مجاز کرده‌اند. نام قانونی این اتحادیه‌ها و همچنین تعداد حقوقی که آنها ارائه می‌کنند می‌تواند بسیار متفاوت باشد.

## تلاش‌های قانونی برای به رسمیت شناختن اتحادیه‌های همجنس گرایان
سطح ملی
اولین قانون زندگی مشترک ثبت نشده در ژوئن ۱۹۷۹ در هلند معرفی شد. با این حال، اولین به رسمیت شناختن قابل توجه زوج‌های همجنس قبل از معرفی یک شکل قانونی جدید، شکل مشارکت ثبت شده، که برای اولین بار در ژوئن ۱۹۸۹ در دانمارک به تصویب رسید، رخ نداد. بسیاری از کشورها از آن زمان قوانین مشابهی را دنبال کرده‌اند. قوانین مربوط به این اشکال اتحادیه‌های قانونی هنوز با نام‌های مختلف، حتی پس از معرفی ازدواج همجنس، وجود دارد، اگرچه گاهی اوقات آنها توسط قوانین بعدی ازدواج همجنس، باز نویسی می‌شوند.
در حال حاضر ۱۳ کشور وجود دارند که در سطح ملی شکل دیگری از به رسمیت شناختن قانونی غیر از ازدواج دارند. این کشورها عبارتند از بولیوی، کرواسی، قبرس، جمهوری چک، استونی، یونان، مجارستان، اسرائیل، ایتالیا، لیختن اشتاین، موناکو، مونته‌نگرو و سن مارینو.
از ۱۲ اکتبر ۲۰۲۳، قانونی برای اجازه یک شکل جایگزین از به رسمیت شناختن قانونی زوج‌های همجنس به غیر از ازدواج در حال بررسی است، یا حداقل یک مجلس قانونگذاری در سطح ملی در لیتوانی و اوکراین تصویب کرده‌است.
از ۱۲ اکتبر ۲۰۲۳، ازدواج همجنس گرایان در آندورا، آرژانتین، استرالیا، اتریش، بلژیک، برزیل، کانادا، شیلی، کلمبیا، کاستاریکا، کوبا، دانمارک، اکوادور، فنلاند (در سراسر کشور یا در برخی نقاط)، فرانسه، آلمان، ایسلند، ایرلند، لوکزامبورگ، مالت، مکزیک، هلند، نیوزلند، نروژ، پرتغال، اسلوونی، آفریقای جنوبی، اسپانیا، سوئد، سوئیس، تایوان، بریتانیا، ایالات متحده و اروگوئه قانونی شده‌است.
از ۱۲ اکتبر ۲۰۲۳، قانون اجازه ازدواج همجنس گرایان در حداقل یک مجلس قانونگذاری در سطح ملی در جمهوری چک، یونان، ژاپن، لیختن اشتاین و ونزوئلا در حال بررسی است.